# Urolophus deforgesi
Urolophus deforgesi is een vissensoort uit de familie van de doornroggen (Urolophidae). De wetenschappelijke naam van de soort is voor het eerst geldig gepubliceerd in 2003 door Bernard Séret en Peter Robert Last.